# Société catalane de mathématiques
Pour les articles homonymes, voir SCM.
La Société catalane de mathématiques (en catalan, catalan : Societat Catalana de Matemàtiques, SCM) est une société savante filiale de l'Institut d'Estudis Catalans (IEC) fondée en 1986. La SCM suit les activités de la section de mathématiques de la Société catalane de sciences physiques, chimiques et mathématiques fondée en 1931 par l'IEC. Ses objectifs principaux sont d'étendre la connaissance des sciences mathématiques et de promouvoir son enseignement et la recherche dans les Pays catalans. Actuellement, elle compte plus de 1 000 membres et elle est une des filiales de l'IEC avec le plus grand nombre d'activités.
Elle est membre de la Société mathématique européenne.